# Castlevania: Harmony of Despair
Castlevania: Harmony of Despair  — это платформер из серии Castlevania, разработанный и выпущенный Konami для PlayStation 3 и Xbox 360 в 2011 году.
14 марта 2019 года Castlevania: Harmony of Despair была добавлена в Xbox One с обратной совместимостью, ознаменовав первый раз, когда часть серии вышла на другой платформе спустя почти десятилетие.

## Игровой процесс
Игровой процесс включает в себя режим совместной игры (версия для Xbox 360 допускает только совместную игру в Интернете, в то время как релиз для PlayStation 3 поддерживает локальный многопользовательский режим), который играется как «Boss Rush Mode» предыдущих 2D-игр Castlevania, но с несколькими комнатами и предметами, завершающимися битвой с боссом. Он также включает в себя режим с битвой между игроками. В этом режиме некоторые боссы могут атаковать игроков во время боя. В игре представлены различные персонажи, такие как Алукард, Сома Крус, Джонатан Моррис, Шаноа и Шарлотта Аулин, все из предыдущих 2D игр Castlevania .
Все персонажи включают в себя восемь цветов для размещения игроков, которые хотят быть одним и тем же персонажем. Благодаря загружаемому контенту были выпущены дополнительные персонажи, в том числе 8-битная версия Саймона Бельмонта. У персонажей есть собственные атаки и навыки, которые можно использовать в бою. Абсолютно новая система карты позволяет в реальном времени увеличивать и уменьшать масштаб текущей уровня, что не остановит игровой процесс и позволит игрокам играть с уменьшенной картой.
Другие функции в игре включают гримуар, размещенный в определенных частях уровней, он является единственным способом изменения предметов и экипировки в середине игры. Одновременно можно использовать только один тип расходных материалов, например зелье, но его можно потреблять по желанию. Некоторые лечебные предметы используются на области, поэтому их также можно использовать для лечения других игроков. Система очков опыта в большинстве новых 2D-игр Castlevania была заменена системой прокачки персонажа. Некоторые персонажи должны найти оружие и экипировку, чтобы улучшить своего персонажа, в то время как другие должны улучшить дополнительное оружие или собирать заклинания и души как средство роста персонажа. Алукард и Сома могут экипировать большинство выпавшего оружия, но Джонатан, Шарлотта и Шаноя могут усилить свою основную атаку только путем улучшения под-атак, либо находя их и используя, либо поглощая дополнительные заклинания монстров (Шаноя также может найти несколько редких видов оружия, уникальных только для неё, чтобы изменить тип атаки и силу).

## Разработка и выпуск
Castlevania: Harmony of Despair была впервые опубликована в рейтинге OFLCA 27 мая 2010 года, затем официально объявлена на Xbox Live Summer of Gaming 2010. Позже в этом году игра была представлена играбельная демоверсия на стенде Konami на E3 Convention 2010.
Castlevania: Harmony of Despair была выпущена во всем мире 4 августа 2010 года для Xbox Live Arcade и 27 сентября 2011 года для PlayStation Network. 14 марта 2019 года она была добавлена в Xbox One с обратной совместимостью.

### Загружаемый контент
Дополнительные этапы и дополнительные игровые персонажи были добавлены в игру в качестве загружаемого контента (DLC).
- Глава 7, озаглавленная «Beauty, Desire, Situation Dire», посвящена теме древнеегипетской пирамиды с Астартой в качестве босса последнего уровня и была выпущена в начале октября 2010 года.
- Глава 8, «The One Who is Many», была выпущена 12 января 2011 года и основана на подземной области из Symphony of the Night с участием Легиона в качестве босса последнего уровня.
- Глава 9, озаглавленная «Lord of Flies» и представляющая Вельзевула в качестве босса последнего уровня, была выпущена 19 января 2011 года.
- Глава 10, «Origins», является переработкой оригинальной 8-битной Castlevania и была выпущена 26 января 2011 года. В нем представлены все оригинальные под-боссы первой Castlevania, заканчивающиеся графом.
- Глава 11 «The Legend of Fuma» была выпущена 2 февраля 2011 года и основана на игре для NES Getsu Fūma Den.[14][15][16]

Konami также выпустила дополнительных играбельных персонажей, таких как Йоко Белнадес и Юлиус Белмонт, выпущенных в октябре 2010 года, а также Мария Ренар и Рихтер Белмонт, выпущенных 30 ноября 2010 года. 8-битный Саймон Белмонт был выпущен 26 января 2011 года. Гетсу Фума из Getsu Fūma Den был выпущен 2 февраля 2011 года. Релиз в PlayStation Network также содержит главу 7, Юлиуса Белмонта и Йоко Белнадеса, включенных в полную версию игры, а также эксклюзивную функцию, которая позволяет играть в локальную многопользовательскую игры до четырех игроков. Konami выпустила два музыкальных набора с альтернативной сценической музыкой, а также наборы с изображениями персонажей и темами панели инструментов Xbox Live.

## Отзывы
| Сводный рейтинг    | Сводный рейтинг            |
| Агрегатор          | Оценка                     |
| ------------------ | -------------------------- |
| GameRankings       | 70,96 %                    |
| Metacritic         | 68/100 (PS3) 67/100 (X360) |
| Иноязычные издания |                            |
| Издание            | Оценка                     |
| Edge               | 8/10                       |
| Eurogamer          | 4/10                       |
| GameSpot           | 7,5/10                     |
| GameTrailers       | 7,8/10                     |
| IGN                | 7,5/10                     |
| OXM                | 7/10                       |

Harmony of Despair была встречена со смешанными отзывами. Поставив 7,5 балла, GameSpot хвалит мультиплеер, сказав что это «лучший способ испытать эту новую Castlevania, и это оптимальный способ испытать то, что может стать новым и забавным потенциальным направлением для серии». GameTrailers прокомментировал исследование по сравнению с предыдущими играми, отметив, что «острые ощущения открытий исчезли, и на их месте — навязчивое стремление получить добычу». Как ни странно, это работает, и это действительно может быть очень весело с друзьями. "
Resolution Magazine был разочарован «несколько сложным геймплеем» и тем, что в игре всего шесть разных этапов. Они завершили свой обзор с оценкой в 6/10. Destructoid также наградил игру 6/10, заявив, что «в конечном счете, это похоже на Castlevania Lite — урезанную версию настоящей Castlevania без глубины и продуманного дизайна». Eurogamer раскритиковал мультиплеер, упомянув, что «Harmony of Despair сокращает Castlevania до самого низкого общего знаменателя, чтобы сделать многопользовательский режим, а не изобретает игру, чтобы мультиплеер процветал». Игре был присвоен окончательный рейтинг 4/10.
Тим Тури из Game Informer раскритиковал игру за малое разнообразие «прогрессии и видов оружия», но оценил её амбициозность и кооперативный геймплей.

## Заметки
1. ↑  Известный в Японии как Akumajō Dracula: Harmony of Despair (яп. 悪魔城ドラキュラ ハーモニー オブ ディスペアー Akumajō Dorakyura Hāmonī obu Disupeā, lit. Demon Castle Dracula: Harmony of Despair)[3]